# Jasperware

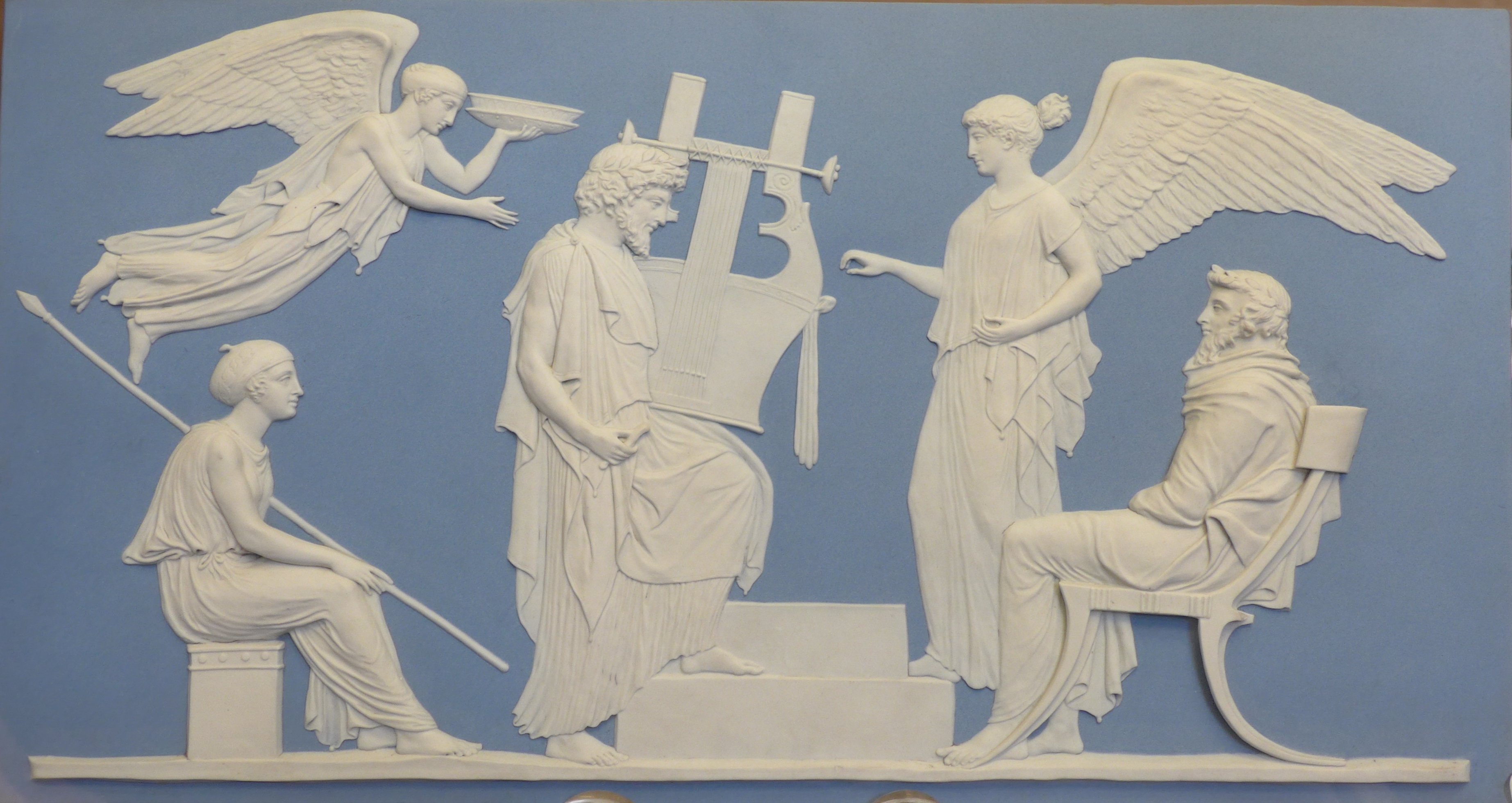
Die Apotheose Homers. Reliefplatte nach Entwurf von J. Flaxman, 1786. Wedgwood, Etruria (Staffordshire, England). British Museum

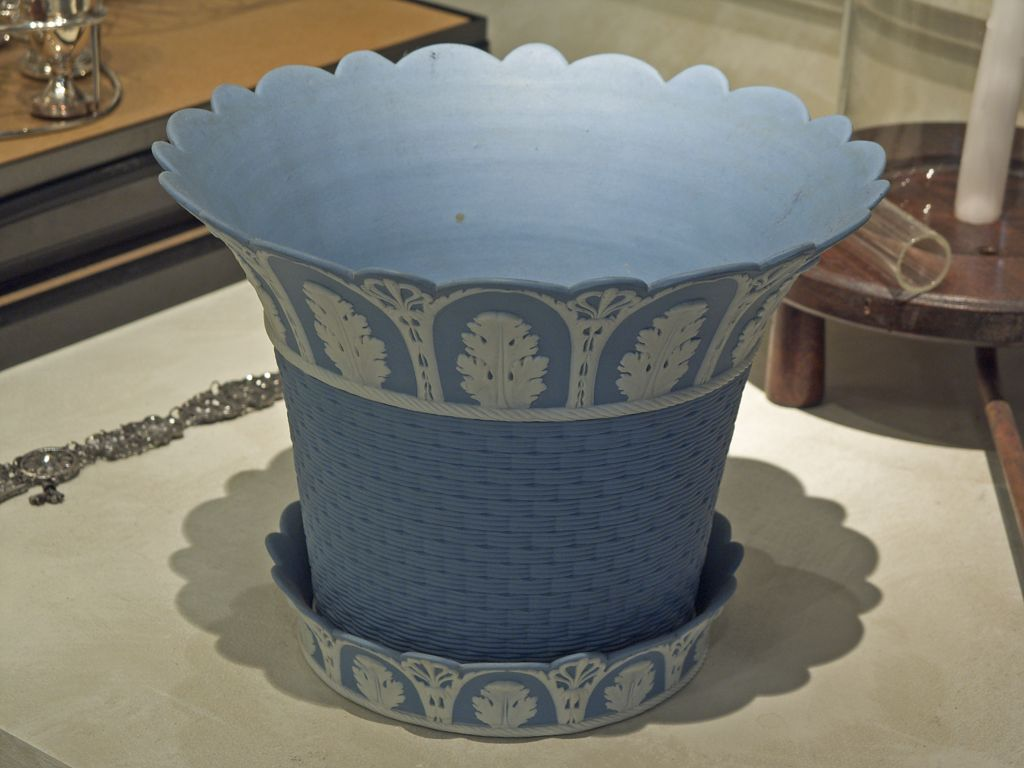
Eine Wedgwood-Jardinière im Birmingham Science Museum

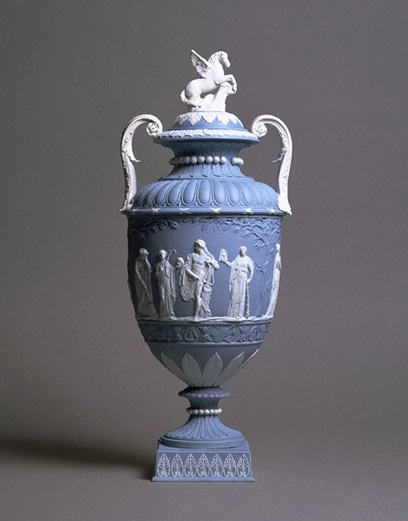
Deckelvase, Entwurf von John Flaxman, Wedgwood, England um 1790, Jasperware, (V & A Museum Nr. 2416–1901)

Jasperware [ˈdʒɛspɐwɛː] (aus dem Englischen, nach dem Mineral Jaspis) bezeichnet ein industriell verarbeitetes keramisches Material, das technologisch wenig korrekt teils als Steinzeug, teils als Weichporzellan klassifiziert wird. Eigentlich ist es dem Steingut zuzurechnen, da seine wesentlichen Bestandteile Ton, Schwerspat  und Flint sind.

## Geschichte
Jasperware wurde von Josiah Wedgwood in Staffordshire entwickelt. Es ist in seinen Formen von antiken Vorbildern inspiriert und markiert den Stilwandel zum Klassizismus in der englischen Keramik. Wedgwood strebte durch Heranziehung von Entwerfern wie John Flaxman höchste künstlerische Qualität an. Seit dem Ende der 1760er Jahre hatte er mit der Basaltware ein durchgefärbt schwarzes, sehr hartes, steinzeugähnliches Material entwickelt. 
Seit etwa 1775 formte er seine Gefäße und Dekorationsartikel auch in pastellfarbenen Massen aus. Mit Metalloxiden durchgefärbte Massen wurden zu unglasierter Ware verarbeitet, die eine matte, biskuitartige Oberfläche erhielten. Die verwendeten Farben waren überwiegend mattblau, aber auch seegrün, gelb und grau. Auf diesen farbigen Fond wurden häufig separat modellierte (und zwar ganz ähnlich wie Spekulatius in Formen gedrückte) Reliefs aus weißem Ton aufgebracht, die auf Umrisswirkung angelegt waren.
Berühmt wurden die 1790 von Wedgwood in dieser Technik hergestellten Nachahmungen der als antik angesehenen Portlandvase.
In Anlehnung an traditionelle Techniken und Formen wird Jasperware bis heute hergestellt.